# Arthur Ford Mackenzie
Arthur Ford Mackenzie (Kingston, 6 ottobre 1861 – Kingston, 23 giugno 1905) è stato un compositore di scacchi giamaicano.
Nato da una famiglia inglese proveniente dal Devonshire, studiò alla Church of England High School e alla Collegiate School di Kingston. Dopo la laurea insegnò per alcuni anni, ma le cattive condizioni di salute gli resero impossibile continuare. Dal 1879 al 1881 collaborò alla sezione scacchistica del settimanale Jamaica Family Journal. Nel 1883 fu chiamato a dirigere la rubrica scacchistica della rivista Tri-Weekly Gleaner, incarico che tenne con qualche interruzione  fino alla morte.
Nel 1881 inviò il primo problema ad un concorso internazionale; vinse il terzo premio in un concorso del Burnley Express. In seguito partecipò a moltissimi concorsi vincendo circa 200 premi, tra cui una cinquantina di primi premi. Venne presto riconosciuto come uno dei migliori problemisti dell'epoca.
Nel 1887 pubblicò il libro Chess: Its Poetry and Its Prose, con l'appoggio del vescovo e del governatore di Jamaica e dei politici inglesi Lord Randolph Churchill e Sir Robert Peel.
Nel 1896 la sua vista peggiorò notevolmente e nel giro di alcuni mesi diventò completamente cieco. Dopo un periodo in 
cui smise di comporre si rese conto che riusciva ad elaborare i problemi solo visualizzandoli nella sua mente, con risultati spesso migliori rispetto a prima. Egli stesso scrisse: - « Recentemente mi sono convinto che la composizione di problemi di scacchi è un lavoro essenzialmente mentale, e che l'uso della scacchiera e dei pezzi può persino ostacolare lo sviluppo delle idee e limitare l'immaginazione. ... Ritengo che i problemi in tre mosse composti da quando ho perso la vista siano largamente superiori, nel complesso, a quelli composti in precedenza ».
Sofferente da molti anni della malattia di Hansen, allora incurabile, morì il 23 giugno 1905 all'età di 43 anni. Il cordoglio per la sua morte fu vasto e profondo negli ambienti scacchistici di tutto il mondo. Il British Chess Magazine, nel fascicolo di agosto 1905, pubblicò un lungo tributo alla sua memoria.
Negli ultimi anni di vita Mackenzie stava preparando un libro con una raccolta di suoi problemi. Dopo la sua morte Alain C. White si prese cura di terminarlo e di pubblicarlo con il titolo Chess Lyrics: a Collection of Chess Problems by A. F. Mackenzie (New York, 1905).
Ideatore del tema Mackenzie del due mosse: « Una batteria bianca è controllata da due pezzi neri. Le difese allontanano ora l'uno, ora l'altro di tali pezzi, permettendo alla batteria di dare matto neutralizzando l'azione del pezzo che ancora la
controlla ».
Forme particolari del tema Mackenzie sono il tema Mansfield e il tema Foschini. 
Tre suoi problemi:
|   | a | b | c | d | e | f | g | h |   |
| 8 | a8 alfiere del bianco · f8 torre del nero · e7 torre del nero · d5 torre del bianco · f5 torre del bianco · h5 cavallo del bianco · c4 pedone del bianco · e4 re del nero · h4 pedone del nero · e3 pedone del nero · f3 pedone del nero · g3 pedone del bianco · h3 re del bianco · g2 pedone del nero · a1 alfiere del bianco · c1 cavallo del nero · g1 donna del bianco | a8 alfiere del bianco · f8 torre del nero · e7 torre del nero · d5 torre del bianco · f5 torre del bianco · h5 cavallo del bianco · c4 pedone del bianco · e4 re del nero · h4 pedone del nero · e3 pedone del nero · f3 pedone del nero · g3 pedone del bianco · h3 re del bianco · g2 pedone del nero · a1 alfiere del bianco · c1 cavallo del nero · g1 donna del bianco | a8 alfiere del bianco · f8 torre del nero · e7 torre del nero · d5 torre del bianco · f5 torre del bianco · h5 cavallo del bianco · c4 pedone del bianco · e4 re del nero · h4 pedone del nero · e3 pedone del nero · f3 pedone del nero · g3 pedone del bianco · h3 re del bianco · g2 pedone del nero · a1 alfiere del bianco · c1 cavallo del nero · g1 donna del bianco | a8 alfiere del bianco · f8 torre del nero · e7 torre del nero · d5 torre del bianco · f5 torre del bianco · h5 cavallo del bianco · c4 pedone del bianco · e4 re del nero · h4 pedone del nero · e3 pedone del nero · f3 pedone del nero · g3 pedone del bianco · h3 re del bianco · g2 pedone del nero · a1 alfiere del bianco · c1 cavallo del nero · g1 donna del bianco | a8 alfiere del bianco · f8 torre del nero · e7 torre del nero · d5 torre del bianco · f5 torre del bianco · h5 cavallo del bianco · c4 pedone del bianco · e4 re del nero · h4 pedone del nero · e3 pedone del nero · f3 pedone del nero · g3 pedone del bianco · h3 re del bianco · g2 pedone del nero · a1 alfiere del bianco · c1 cavallo del nero · g1 donna del bianco | a8 alfiere del bianco · f8 torre del nero · e7 torre del nero · d5 torre del bianco · f5 torre del bianco · h5 cavallo del bianco · c4 pedone del bianco · e4 re del nero · h4 pedone del nero · e3 pedone del nero · f3 pedone del nero · g3 pedone del bianco · h3 re del bianco · g2 pedone del nero · a1 alfiere del bianco · c1 cavallo del nero · g1 donna del bianco | a8 alfiere del bianco · f8 torre del nero · e7 torre del nero · d5 torre del bianco · f5 torre del bianco · h5 cavallo del bianco · c4 pedone del bianco · e4 re del nero · h4 pedone del nero · e3 pedone del nero · f3 pedone del nero · g3 pedone del bianco · h3 re del bianco · g2 pedone del nero · a1 alfiere del bianco · c1 cavallo del nero · g1 donna del bianco | a8 alfiere del bianco · f8 torre del nero · e7 torre del nero · d5 torre del bianco · f5 torre del bianco · h5 cavallo del bianco · c4 pedone del bianco · e4 re del nero · h4 pedone del nero · e3 pedone del nero · f3 pedone del nero · g3 pedone del bianco · h3 re del bianco · g2 pedone del nero · a1 alfiere del bianco · c1 cavallo del nero · g1 donna del bianco | 8 |
| 7 | a8 alfiere del bianco · f8 torre del nero · e7 torre del nero · d5 torre del bianco · f5 torre del bianco · h5 cavallo del bianco · c4 pedone del bianco · e4 re del nero · h4 pedone del nero · e3 pedone del nero · f3 pedone del nero · g3 pedone del bianco · h3 re del bianco · g2 pedone del nero · a1 alfiere del bianco · c1 cavallo del nero · g1 donna del bianco | a8 alfiere del bianco · f8 torre del nero · e7 torre del nero · d5 torre del bianco · f5 torre del bianco · h5 cavallo del bianco · c4 pedone del bianco · e4 re del nero · h4 pedone del nero · e3 pedone del nero · f3 pedone del nero · g3 pedone del bianco · h3 re del bianco · g2 pedone del nero · a1 alfiere del bianco · c1 cavallo del nero · g1 donna del bianco | a8 alfiere del bianco · f8 torre del nero · e7 torre del nero · d5 torre del bianco · f5 torre del bianco · h5 cavallo del bianco · c4 pedone del bianco · e4 re del nero · h4 pedone del nero · e3 pedone del nero · f3 pedone del nero · g3 pedone del bianco · h3 re del bianco · g2 pedone del nero · a1 alfiere del bianco · c1 cavallo del nero · g1 donna del bianco | a8 alfiere del bianco · f8 torre del nero · e7 torre del nero · d5 torre del bianco · f5 torre del bianco · h5 cavallo del bianco · c4 pedone del bianco · e4 re del nero · h4 pedone del nero · e3 pedone del nero · f3 pedone del nero · g3 pedone del bianco · h3 re del bianco · g2 pedone del nero · a1 alfiere del bianco · c1 cavallo del nero · g1 donna del bianco | a8 alfiere del bianco · f8 torre del nero · e7 torre del nero · d5 torre del bianco · f5 torre del bianco · h5 cavallo del bianco · c4 pedone del bianco · e4 re del nero · h4 pedone del nero · e3 pedone del nero · f3 pedone del nero · g3 pedone del bianco · h3 re del bianco · g2 pedone del nero · a1 alfiere del bianco · c1 cavallo del nero · g1 donna del bianco | a8 alfiere del bianco · f8 torre del nero · e7 torre del nero · d5 torre del bianco · f5 torre del bianco · h5 cavallo del bianco · c4 pedone del bianco · e4 re del nero · h4 pedone del nero · e3 pedone del nero · f3 pedone del nero · g3 pedone del bianco · h3 re del bianco · g2 pedone del nero · a1 alfiere del bianco · c1 cavallo del nero · g1 donna del bianco | a8 alfiere del bianco · f8 torre del nero · e7 torre del nero · d5 torre del bianco · f5 torre del bianco · h5 cavallo del bianco · c4 pedone del bianco · e4 re del nero · h4 pedone del nero · e3 pedone del nero · f3 pedone del nero · g3 pedone del bianco · h3 re del bianco · g2 pedone del nero · a1 alfiere del bianco · c1 cavallo del nero · g1 donna del bianco | a8 alfiere del bianco · f8 torre del nero · e7 torre del nero · d5 torre del bianco · f5 torre del bianco · h5 cavallo del bianco · c4 pedone del bianco · e4 re del nero · h4 pedone del nero · e3 pedone del nero · f3 pedone del nero · g3 pedone del bianco · h3 re del bianco · g2 pedone del nero · a1 alfiere del bianco · c1 cavallo del nero · g1 donna del bianco | 7 |
| 6 | a8 alfiere del bianco · f8 torre del nero · e7 torre del nero · d5 torre del bianco · f5 torre del bianco · h5 cavallo del bianco · c4 pedone del bianco · e4 re del nero · h4 pedone del nero · e3 pedone del nero · f3 pedone del nero · g3 pedone del bianco · h3 re del bianco · g2 pedone del nero · a1 alfiere del bianco · c1 cavallo del nero · g1 donna del bianco | a8 alfiere del bianco · f8 torre del nero · e7 torre del nero · d5 torre del bianco · f5 torre del bianco · h5 cavallo del bianco · c4 pedone del bianco · e4 re del nero · h4 pedone del nero · e3 pedone del nero · f3 pedone del nero · g3 pedone del bianco · h3 re del bianco · g2 pedone del nero · a1 alfiere del bianco · c1 cavallo del nero · g1 donna del bianco | a8 alfiere del bianco · f8 torre del nero · e7 torre del nero · d5 torre del bianco · f5 torre del bianco · h5 cavallo del bianco · c4 pedone del bianco · e4 re del nero · h4 pedone del nero · e3 pedone del nero · f3 pedone del nero · g3 pedone del bianco · h3 re del bianco · g2 pedone del nero · a1 alfiere del bianco · c1 cavallo del nero · g1 donna del bianco | a8 alfiere del bianco · f8 torre del nero · e7 torre del nero · d5 torre del bianco · f5 torre del bianco · h5 cavallo del bianco · c4 pedone del bianco · e4 re del nero · h4 pedone del nero · e3 pedone del nero · f3 pedone del nero · g3 pedone del bianco · h3 re del bianco · g2 pedone del nero · a1 alfiere del bianco · c1 cavallo del nero · g1 donna del bianco | a8 alfiere del bianco · f8 torre del nero · e7 torre del nero · d5 torre del bianco · f5 torre del bianco · h5 cavallo del bianco · c4 pedone del bianco · e4 re del nero · h4 pedone del nero · e3 pedone del nero · f3 pedone del nero · g3 pedone del bianco · h3 re del bianco · g2 pedone del nero · a1 alfiere del bianco · c1 cavallo del nero · g1 donna del bianco | a8 alfiere del bianco · f8 torre del nero · e7 torre del nero · d5 torre del bianco · f5 torre del bianco · h5 cavallo del bianco · c4 pedone del bianco · e4 re del nero · h4 pedone del nero · e3 pedone del nero · f3 pedone del nero · g3 pedone del bianco · h3 re del bianco · g2 pedone del nero · a1 alfiere del bianco · c1 cavallo del nero · g1 donna del bianco | a8 alfiere del bianco · f8 torre del nero · e7 torre del nero · d5 torre del bianco · f5 torre del bianco · h5 cavallo del bianco · c4 pedone del bianco · e4 re del nero · h4 pedone del nero · e3 pedone del nero · f3 pedone del nero · g3 pedone del bianco · h3 re del bianco · g2 pedone del nero · a1 alfiere del bianco · c1 cavallo del nero · g1 donna del bianco | a8 alfiere del bianco · f8 torre del nero · e7 torre del nero · d5 torre del bianco · f5 torre del bianco · h5 cavallo del bianco · c4 pedone del bianco · e4 re del nero · h4 pedone del nero · e3 pedone del nero · f3 pedone del nero · g3 pedone del bianco · h3 re del bianco · g2 pedone del nero · a1 alfiere del bianco · c1 cavallo del nero · g1 donna del bianco | 6 |
| 5 | a8 alfiere del bianco · f8 torre del nero · e7 torre del nero · d5 torre del bianco · f5 torre del bianco · h5 cavallo del bianco · c4 pedone del bianco · e4 re del nero · h4 pedone del nero · e3 pedone del nero · f3 pedone del nero · g3 pedone del bianco · h3 re del bianco · g2 pedone del nero · a1 alfiere del bianco · c1 cavallo del nero · g1 donna del bianco | a8 alfiere del bianco · f8 torre del nero · e7 torre del nero · d5 torre del bianco · f5 torre del bianco · h5 cavallo del bianco · c4 pedone del bianco · e4 re del nero · h4 pedone del nero · e3 pedone del nero · f3 pedone del nero · g3 pedone del bianco · h3 re del bianco · g2 pedone del nero · a1 alfiere del bianco · c1 cavallo del nero · g1 donna del bianco | a8 alfiere del bianco · f8 torre del nero · e7 torre del nero · d5 torre del bianco · f5 torre del bianco · h5 cavallo del bianco · c4 pedone del bianco · e4 re del nero · h4 pedone del nero · e3 pedone del nero · f3 pedone del nero · g3 pedone del bianco · h3 re del bianco · g2 pedone del nero · a1 alfiere del bianco · c1 cavallo del nero · g1 donna del bianco | a8 alfiere del bianco · f8 torre del nero · e7 torre del nero · d5 torre del bianco · f5 torre del bianco · h5 cavallo del bianco · c4 pedone del bianco · e4 re del nero · h4 pedone del nero · e3 pedone del nero · f3 pedone del nero · g3 pedone del bianco · h3 re del bianco · g2 pedone del nero · a1 alfiere del bianco · c1 cavallo del nero · g1 donna del bianco | a8 alfiere del bianco · f8 torre del nero · e7 torre del nero · d5 torre del bianco · f5 torre del bianco · h5 cavallo del bianco · c4 pedone del bianco · e4 re del nero · h4 pedone del nero · e3 pedone del nero · f3 pedone del nero · g3 pedone del bianco · h3 re del bianco · g2 pedone del nero · a1 alfiere del bianco · c1 cavallo del nero · g1 donna del bianco | a8 alfiere del bianco · f8 torre del nero · e7 torre del nero · d5 torre del bianco · f5 torre del bianco · h5 cavallo del bianco · c4 pedone del bianco · e4 re del nero · h4 pedone del nero · e3 pedone del nero · f3 pedone del nero · g3 pedone del bianco · h3 re del bianco · g2 pedone del nero · a1 alfiere del bianco · c1 cavallo del nero · g1 donna del bianco | a8 alfiere del bianco · f8 torre del nero · e7 torre del nero · d5 torre del bianco · f5 torre del bianco · h5 cavallo del bianco · c4 pedone del bianco · e4 re del nero · h4 pedone del nero · e3 pedone del nero · f3 pedone del nero · g3 pedone del bianco · h3 re del bianco · g2 pedone del nero · a1 alfiere del bianco · c1 cavallo del nero · g1 donna del bianco | a8 alfiere del bianco · f8 torre del nero · e7 torre del nero · d5 torre del bianco · f5 torre del bianco · h5 cavallo del bianco · c4 pedone del bianco · e4 re del nero · h4 pedone del nero · e3 pedone del nero · f3 pedone del nero · g3 pedone del bianco · h3 re del bianco · g2 pedone del nero · a1 alfiere del bianco · c1 cavallo del nero · g1 donna del bianco | 5 |
| 4 | a8 alfiere del bianco · f8 torre del nero · e7 torre del nero · d5 torre del bianco · f5 torre del bianco · h5 cavallo del bianco · c4 pedone del bianco · e4 re del nero · h4 pedone del nero · e3 pedone del nero · f3 pedone del nero · g3 pedone del bianco · h3 re del bianco · g2 pedone del nero · a1 alfiere del bianco · c1 cavallo del nero · g1 donna del bianco | a8 alfiere del bianco · f8 torre del nero · e7 torre del nero · d5 torre del bianco · f5 torre del bianco · h5 cavallo del bianco · c4 pedone del bianco · e4 re del nero · h4 pedone del nero · e3 pedone del nero · f3 pedone del nero · g3 pedone del bianco · h3 re del bianco · g2 pedone del nero · a1 alfiere del bianco · c1 cavallo del nero · g1 donna del bianco | a8 alfiere del bianco · f8 torre del nero · e7 torre del nero · d5 torre del bianco · f5 torre del bianco · h5 cavallo del bianco · c4 pedone del bianco · e4 re del nero · h4 pedone del nero · e3 pedone del nero · f3 pedone del nero · g3 pedone del bianco · h3 re del bianco · g2 pedone del nero · a1 alfiere del bianco · c1 cavallo del nero · g1 donna del bianco | a8 alfiere del bianco · f8 torre del nero · e7 torre del nero · d5 torre del bianco · f5 torre del bianco · h5 cavallo del bianco · c4 pedone del bianco · e4 re del nero · h4 pedone del nero · e3 pedone del nero · f3 pedone del nero · g3 pedone del bianco · h3 re del bianco · g2 pedone del nero · a1 alfiere del bianco · c1 cavallo del nero · g1 donna del bianco | a8 alfiere del bianco · f8 torre del nero · e7 torre del nero · d5 torre del bianco · f5 torre del bianco · h5 cavallo del bianco · c4 pedone del bianco · e4 re del nero · h4 pedone del nero · e3 pedone del nero · f3 pedone del nero · g3 pedone del bianco · h3 re del bianco · g2 pedone del nero · a1 alfiere del bianco · c1 cavallo del nero · g1 donna del bianco | a8 alfiere del bianco · f8 torre del nero · e7 torre del nero · d5 torre del bianco · f5 torre del bianco · h5 cavallo del bianco · c4 pedone del bianco · e4 re del nero · h4 pedone del nero · e3 pedone del nero · f3 pedone del nero · g3 pedone del bianco · h3 re del bianco · g2 pedone del nero · a1 alfiere del bianco · c1 cavallo del nero · g1 donna del bianco | a8 alfiere del bianco · f8 torre del nero · e7 torre del nero · d5 torre del bianco · f5 torre del bianco · h5 cavallo del bianco · c4 pedone del bianco · e4 re del nero · h4 pedone del nero · e3 pedone del nero · f3 pedone del nero · g3 pedone del bianco · h3 re del bianco · g2 pedone del nero · a1 alfiere del bianco · c1 cavallo del nero · g1 donna del bianco | a8 alfiere del bianco · f8 torre del nero · e7 torre del nero · d5 torre del bianco · f5 torre del bianco · h5 cavallo del bianco · c4 pedone del bianco · e4 re del nero · h4 pedone del nero · e3 pedone del nero · f3 pedone del nero · g3 pedone del bianco · h3 re del bianco · g2 pedone del nero · a1 alfiere del bianco · c1 cavallo del nero · g1 donna del bianco | 4 |
| 3 | a8 alfiere del bianco · f8 torre del nero · e7 torre del nero · d5 torre del bianco · f5 torre del bianco · h5 cavallo del bianco · c4 pedone del bianco · e4 re del nero · h4 pedone del nero · e3 pedone del nero · f3 pedone del nero · g3 pedone del bianco · h3 re del bianco · g2 pedone del nero · a1 alfiere del bianco · c1 cavallo del nero · g1 donna del bianco | a8 alfiere del bianco · f8 torre del nero · e7 torre del nero · d5 torre del bianco · f5 torre del bianco · h5 cavallo del bianco · c4 pedone del bianco · e4 re del nero · h4 pedone del nero · e3 pedone del nero · f3 pedone del nero · g3 pedone del bianco · h3 re del bianco · g2 pedone del nero · a1 alfiere del bianco · c1 cavallo del nero · g1 donna del bianco | a8 alfiere del bianco · f8 torre del nero · e7 torre del nero · d5 torre del bianco · f5 torre del bianco · h5 cavallo del bianco · c4 pedone del bianco · e4 re del nero · h4 pedone del nero · e3 pedone del nero · f3 pedone del nero · g3 pedone del bianco · h3 re del bianco · g2 pedone del nero · a1 alfiere del bianco · c1 cavallo del nero · g1 donna del bianco | a8 alfiere del bianco · f8 torre del nero · e7 torre del nero · d5 torre del bianco · f5 torre del bianco · h5 cavallo del bianco · c4 pedone del bianco · e4 re del nero · h4 pedone del nero · e3 pedone del nero · f3 pedone del nero · g3 pedone del bianco · h3 re del bianco · g2 pedone del nero · a1 alfiere del bianco · c1 cavallo del nero · g1 donna del bianco | a8 alfiere del bianco · f8 torre del nero · e7 torre del nero · d5 torre del bianco · f5 torre del bianco · h5 cavallo del bianco · c4 pedone del bianco · e4 re del nero · h4 pedone del nero · e3 pedone del nero · f3 pedone del nero · g3 pedone del bianco · h3 re del bianco · g2 pedone del nero · a1 alfiere del bianco · c1 cavallo del nero · g1 donna del bianco | a8 alfiere del bianco · f8 torre del nero · e7 torre del nero · d5 torre del bianco · f5 torre del bianco · h5 cavallo del bianco · c4 pedone del bianco · e4 re del nero · h4 pedone del nero · e3 pedone del nero · f3 pedone del nero · g3 pedone del bianco · h3 re del bianco · g2 pedone del nero · a1 alfiere del bianco · c1 cavallo del nero · g1 donna del bianco | a8 alfiere del bianco · f8 torre del nero · e7 torre del nero · d5 torre del bianco · f5 torre del bianco · h5 cavallo del bianco · c4 pedone del bianco · e4 re del nero · h4 pedone del nero · e3 pedone del nero · f3 pedone del nero · g3 pedone del bianco · h3 re del bianco · g2 pedone del nero · a1 alfiere del bianco · c1 cavallo del nero · g1 donna del bianco | a8 alfiere del bianco · f8 torre del nero · e7 torre del nero · d5 torre del bianco · f5 torre del bianco · h5 cavallo del bianco · c4 pedone del bianco · e4 re del nero · h4 pedone del nero · e3 pedone del nero · f3 pedone del nero · g3 pedone del bianco · h3 re del bianco · g2 pedone del nero · a1 alfiere del bianco · c1 cavallo del nero · g1 donna del bianco | 3 |
| 2 | a8 alfiere del bianco · f8 torre del nero · e7 torre del nero · d5 torre del bianco · f5 torre del bianco · h5 cavallo del bianco · c4 pedone del bianco · e4 re del nero · h4 pedone del nero · e3 pedone del nero · f3 pedone del nero · g3 pedone del bianco · h3 re del bianco · g2 pedone del nero · a1 alfiere del bianco · c1 cavallo del nero · g1 donna del bianco | a8 alfiere del bianco · f8 torre del nero · e7 torre del nero · d5 torre del bianco · f5 torre del bianco · h5 cavallo del bianco · c4 pedone del bianco · e4 re del nero · h4 pedone del nero · e3 pedone del nero · f3 pedone del nero · g3 pedone del bianco · h3 re del bianco · g2 pedone del nero · a1 alfiere del bianco · c1 cavallo del nero · g1 donna del bianco | a8 alfiere del bianco · f8 torre del nero · e7 torre del nero · d5 torre del bianco · f5 torre del bianco · h5 cavallo del bianco · c4 pedone del bianco · e4 re del nero · h4 pedone del nero · e3 pedone del nero · f3 pedone del nero · g3 pedone del bianco · h3 re del bianco · g2 pedone del nero · a1 alfiere del bianco · c1 cavallo del nero · g1 donna del bianco | a8 alfiere del bianco · f8 torre del nero · e7 torre del nero · d5 torre del bianco · f5 torre del bianco · h5 cavallo del bianco · c4 pedone del bianco · e4 re del nero · h4 pedone del nero · e3 pedone del nero · f3 pedone del nero · g3 pedone del bianco · h3 re del bianco · g2 pedone del nero · a1 alfiere del bianco · c1 cavallo del nero · g1 donna del bianco | a8 alfiere del bianco · f8 torre del nero · e7 torre del nero · d5 torre del bianco · f5 torre del bianco · h5 cavallo del bianco · c4 pedone del bianco · e4 re del nero · h4 pedone del nero · e3 pedone del nero · f3 pedone del nero · g3 pedone del bianco · h3 re del bianco · g2 pedone del nero · a1 alfiere del bianco · c1 cavallo del nero · g1 donna del bianco | a8 alfiere del bianco · f8 torre del nero · e7 torre del nero · d5 torre del bianco · f5 torre del bianco · h5 cavallo del bianco · c4 pedone del bianco · e4 re del nero · h4 pedone del nero · e3 pedone del nero · f3 pedone del nero · g3 pedone del bianco · h3 re del bianco · g2 pedone del nero · a1 alfiere del bianco · c1 cavallo del nero · g1 donna del bianco | a8 alfiere del bianco · f8 torre del nero · e7 torre del nero · d5 torre del bianco · f5 torre del bianco · h5 cavallo del bianco · c4 pedone del bianco · e4 re del nero · h4 pedone del nero · e3 pedone del nero · f3 pedone del nero · g3 pedone del bianco · h3 re del bianco · g2 pedone del nero · a1 alfiere del bianco · c1 cavallo del nero · g1 donna del bianco | a8 alfiere del bianco · f8 torre del nero · e7 torre del nero · d5 torre del bianco · f5 torre del bianco · h5 cavallo del bianco · c4 pedone del bianco · e4 re del nero · h4 pedone del nero · e3 pedone del nero · f3 pedone del nero · g3 pedone del bianco · h3 re del bianco · g2 pedone del nero · a1 alfiere del bianco · c1 cavallo del nero · g1 donna del bianco | 2 |
| 1 | a8 alfiere del bianco · f8 torre del nero · e7 torre del nero · d5 torre del bianco · f5 torre del bianco · h5 cavallo del bianco · c4 pedone del bianco · e4 re del nero · h4 pedone del nero · e3 pedone del nero · f3 pedone del nero · g3 pedone del bianco · h3 re del bianco · g2 pedone del nero · a1 alfiere del bianco · c1 cavallo del nero · g1 donna del bianco | a8 alfiere del bianco · f8 torre del nero · e7 torre del nero · d5 torre del bianco · f5 torre del bianco · h5 cavallo del bianco · c4 pedone del bianco · e4 re del nero · h4 pedone del nero · e3 pedone del nero · f3 pedone del nero · g3 pedone del bianco · h3 re del bianco · g2 pedone del nero · a1 alfiere del bianco · c1 cavallo del nero · g1 donna del bianco | a8 alfiere del bianco · f8 torre del nero · e7 torre del nero · d5 torre del bianco · f5 torre del bianco · h5 cavallo del bianco · c4 pedone del bianco · e4 re del nero · h4 pedone del nero · e3 pedone del nero · f3 pedone del nero · g3 pedone del bianco · h3 re del bianco · g2 pedone del nero · a1 alfiere del bianco · c1 cavallo del nero · g1 donna del bianco | a8 alfiere del bianco · f8 torre del nero · e7 torre del nero · d5 torre del bianco · f5 torre del bianco · h5 cavallo del bianco · c4 pedone del bianco · e4 re del nero · h4 pedone del nero · e3 pedone del nero · f3 pedone del nero · g3 pedone del bianco · h3 re del bianco · g2 pedone del nero · a1 alfiere del bianco · c1 cavallo del nero · g1 donna del bianco | a8 alfiere del bianco · f8 torre del nero · e7 torre del nero · d5 torre del bianco · f5 torre del bianco · h5 cavallo del bianco · c4 pedone del bianco · e4 re del nero · h4 pedone del nero · e3 pedone del nero · f3 pedone del nero · g3 pedone del bianco · h3 re del bianco · g2 pedone del nero · a1 alfiere del bianco · c1 cavallo del nero · g1 donna del bianco | a8 alfiere del bianco · f8 torre del nero · e7 torre del nero · d5 torre del bianco · f5 torre del bianco · h5 cavallo del bianco · c4 pedone del bianco · e4 re del nero · h4 pedone del nero · e3 pedone del nero · f3 pedone del nero · g3 pedone del bianco · h3 re del bianco · g2 pedone del nero · a1 alfiere del bianco · c1 cavallo del nero · g1 donna del bianco | a8 alfiere del bianco · f8 torre del nero · e7 torre del nero · d5 torre del bianco · f5 torre del bianco · h5 cavallo del bianco · c4 pedone del bianco · e4 re del nero · h4 pedone del nero · e3 pedone del nero · f3 pedone del nero · g3 pedone del bianco · h3 re del bianco · g2 pedone del nero · a1 alfiere del bianco · c1 cavallo del nero · g1 donna del bianco | a8 alfiere del bianco · f8 torre del nero · e7 torre del nero · d5 torre del bianco · f5 torre del bianco · h5 cavallo del bianco · c4 pedone del bianco · e4 re del nero · h4 pedone del nero · e3 pedone del nero · f3 pedone del nero · g3 pedone del bianco · h3 re del bianco · g2 pedone del nero · a1 alfiere del bianco · c1 cavallo del nero · g1 donna del bianco | 1 |
|   | a | b | c | d | e | f | g | h |   |

Soluzione:
Tentativi: 1. Af6!? ...Cd3! - 1. Txf8?! ...Tf7!
1. g4/gxh4?! ...Rxf5! - 1. Dd1?! ...g1=C+!
Chiave: 1. Tf6 !  (zugzwang)
1... Te5  2. Td4#

1... Te6/d7/c7/b7/Tef7/Tg7 ...  2. Txe6#

1... Cd3  2. Te5#

1... Ce2/b3/a2  2. Db1#

1... Tff7  2. Td7#

|   | a | b | c | d | e | f | g | h |   |
| 8 | b8 alfiere del bianco · g8 alfiere del bianco · d6 cavallo del bianco · f6 pedone del nero · g6 pedone del nero · e5 re del nero · b4 pedone del nero · h4 pedone del bianco · f3 pedone del nero · h3 pedone del bianco · e2 pedone del nero · g2 pedone del bianco · b1 re del bianco · e1 donna del bianco | b8 alfiere del bianco · g8 alfiere del bianco · d6 cavallo del bianco · f6 pedone del nero · g6 pedone del nero · e5 re del nero · b4 pedone del nero · h4 pedone del bianco · f3 pedone del nero · h3 pedone del bianco · e2 pedone del nero · g2 pedone del bianco · b1 re del bianco · e1 donna del bianco | b8 alfiere del bianco · g8 alfiere del bianco · d6 cavallo del bianco · f6 pedone del nero · g6 pedone del nero · e5 re del nero · b4 pedone del nero · h4 pedone del bianco · f3 pedone del nero · h3 pedone del bianco · e2 pedone del nero · g2 pedone del bianco · b1 re del bianco · e1 donna del bianco | b8 alfiere del bianco · g8 alfiere del bianco · d6 cavallo del bianco · f6 pedone del nero · g6 pedone del nero · e5 re del nero · b4 pedone del nero · h4 pedone del bianco · f3 pedone del nero · h3 pedone del bianco · e2 pedone del nero · g2 pedone del bianco · b1 re del bianco · e1 donna del bianco | b8 alfiere del bianco · g8 alfiere del bianco · d6 cavallo del bianco · f6 pedone del nero · g6 pedone del nero · e5 re del nero · b4 pedone del nero · h4 pedone del bianco · f3 pedone del nero · h3 pedone del bianco · e2 pedone del nero · g2 pedone del bianco · b1 re del bianco · e1 donna del bianco | b8 alfiere del bianco · g8 alfiere del bianco · d6 cavallo del bianco · f6 pedone del nero · g6 pedone del nero · e5 re del nero · b4 pedone del nero · h4 pedone del bianco · f3 pedone del nero · h3 pedone del bianco · e2 pedone del nero · g2 pedone del bianco · b1 re del bianco · e1 donna del bianco | b8 alfiere del bianco · g8 alfiere del bianco · d6 cavallo del bianco · f6 pedone del nero · g6 pedone del nero · e5 re del nero · b4 pedone del nero · h4 pedone del bianco · f3 pedone del nero · h3 pedone del bianco · e2 pedone del nero · g2 pedone del bianco · b1 re del bianco · e1 donna del bianco | b8 alfiere del bianco · g8 alfiere del bianco · d6 cavallo del bianco · f6 pedone del nero · g6 pedone del nero · e5 re del nero · b4 pedone del nero · h4 pedone del bianco · f3 pedone del nero · h3 pedone del bianco · e2 pedone del nero · g2 pedone del bianco · b1 re del bianco · e1 donna del bianco | 8 |
| 7 | b8 alfiere del bianco · g8 alfiere del bianco · d6 cavallo del bianco · f6 pedone del nero · g6 pedone del nero · e5 re del nero · b4 pedone del nero · h4 pedone del bianco · f3 pedone del nero · h3 pedone del bianco · e2 pedone del nero · g2 pedone del bianco · b1 re del bianco · e1 donna del bianco | b8 alfiere del bianco · g8 alfiere del bianco · d6 cavallo del bianco · f6 pedone del nero · g6 pedone del nero · e5 re del nero · b4 pedone del nero · h4 pedone del bianco · f3 pedone del nero · h3 pedone del bianco · e2 pedone del nero · g2 pedone del bianco · b1 re del bianco · e1 donna del bianco | b8 alfiere del bianco · g8 alfiere del bianco · d6 cavallo del bianco · f6 pedone del nero · g6 pedone del nero · e5 re del nero · b4 pedone del nero · h4 pedone del bianco · f3 pedone del nero · h3 pedone del bianco · e2 pedone del nero · g2 pedone del bianco · b1 re del bianco · e1 donna del bianco | b8 alfiere del bianco · g8 alfiere del bianco · d6 cavallo del bianco · f6 pedone del nero · g6 pedone del nero · e5 re del nero · b4 pedone del nero · h4 pedone del bianco · f3 pedone del nero · h3 pedone del bianco · e2 pedone del nero · g2 pedone del bianco · b1 re del bianco · e1 donna del bianco | b8 alfiere del bianco · g8 alfiere del bianco · d6 cavallo del bianco · f6 pedone del nero · g6 pedone del nero · e5 re del nero · b4 pedone del nero · h4 pedone del bianco · f3 pedone del nero · h3 pedone del bianco · e2 pedone del nero · g2 pedone del bianco · b1 re del bianco · e1 donna del bianco | b8 alfiere del bianco · g8 alfiere del bianco · d6 cavallo del bianco · f6 pedone del nero · g6 pedone del nero · e5 re del nero · b4 pedone del nero · h4 pedone del bianco · f3 pedone del nero · h3 pedone del bianco · e2 pedone del nero · g2 pedone del bianco · b1 re del bianco · e1 donna del bianco | b8 alfiere del bianco · g8 alfiere del bianco · d6 cavallo del bianco · f6 pedone del nero · g6 pedone del nero · e5 re del nero · b4 pedone del nero · h4 pedone del bianco · f3 pedone del nero · h3 pedone del bianco · e2 pedone del nero · g2 pedone del bianco · b1 re del bianco · e1 donna del bianco | b8 alfiere del bianco · g8 alfiere del bianco · d6 cavallo del bianco · f6 pedone del nero · g6 pedone del nero · e5 re del nero · b4 pedone del nero · h4 pedone del bianco · f3 pedone del nero · h3 pedone del bianco · e2 pedone del nero · g2 pedone del bianco · b1 re del bianco · e1 donna del bianco | 7 |
| 6 | b8 alfiere del bianco · g8 alfiere del bianco · d6 cavallo del bianco · f6 pedone del nero · g6 pedone del nero · e5 re del nero · b4 pedone del nero · h4 pedone del bianco · f3 pedone del nero · h3 pedone del bianco · e2 pedone del nero · g2 pedone del bianco · b1 re del bianco · e1 donna del bianco | b8 alfiere del bianco · g8 alfiere del bianco · d6 cavallo del bianco · f6 pedone del nero · g6 pedone del nero · e5 re del nero · b4 pedone del nero · h4 pedone del bianco · f3 pedone del nero · h3 pedone del bianco · e2 pedone del nero · g2 pedone del bianco · b1 re del bianco · e1 donna del bianco | b8 alfiere del bianco · g8 alfiere del bianco · d6 cavallo del bianco · f6 pedone del nero · g6 pedone del nero · e5 re del nero · b4 pedone del nero · h4 pedone del bianco · f3 pedone del nero · h3 pedone del bianco · e2 pedone del nero · g2 pedone del bianco · b1 re del bianco · e1 donna del bianco | b8 alfiere del bianco · g8 alfiere del bianco · d6 cavallo del bianco · f6 pedone del nero · g6 pedone del nero · e5 re del nero · b4 pedone del nero · h4 pedone del bianco · f3 pedone del nero · h3 pedone del bianco · e2 pedone del nero · g2 pedone del bianco · b1 re del bianco · e1 donna del bianco | b8 alfiere del bianco · g8 alfiere del bianco · d6 cavallo del bianco · f6 pedone del nero · g6 pedone del nero · e5 re del nero · b4 pedone del nero · h4 pedone del bianco · f3 pedone del nero · h3 pedone del bianco · e2 pedone del nero · g2 pedone del bianco · b1 re del bianco · e1 donna del bianco | b8 alfiere del bianco · g8 alfiere del bianco · d6 cavallo del bianco · f6 pedone del nero · g6 pedone del nero · e5 re del nero · b4 pedone del nero · h4 pedone del bianco · f3 pedone del nero · h3 pedone del bianco · e2 pedone del nero · g2 pedone del bianco · b1 re del bianco · e1 donna del bianco | b8 alfiere del bianco · g8 alfiere del bianco · d6 cavallo del bianco · f6 pedone del nero · g6 pedone del nero · e5 re del nero · b4 pedone del nero · h4 pedone del bianco · f3 pedone del nero · h3 pedone del bianco · e2 pedone del nero · g2 pedone del bianco · b1 re del bianco · e1 donna del bianco | b8 alfiere del bianco · g8 alfiere del bianco · d6 cavallo del bianco · f6 pedone del nero · g6 pedone del nero · e5 re del nero · b4 pedone del nero · h4 pedone del bianco · f3 pedone del nero · h3 pedone del bianco · e2 pedone del nero · g2 pedone del bianco · b1 re del bianco · e1 donna del bianco | 6 |
| 5 | b8 alfiere del bianco · g8 alfiere del bianco · d6 cavallo del bianco · f6 pedone del nero · g6 pedone del nero · e5 re del nero · b4 pedone del nero · h4 pedone del bianco · f3 pedone del nero · h3 pedone del bianco · e2 pedone del nero · g2 pedone del bianco · b1 re del bianco · e1 donna del bianco | b8 alfiere del bianco · g8 alfiere del bianco · d6 cavallo del bianco · f6 pedone del nero · g6 pedone del nero · e5 re del nero · b4 pedone del nero · h4 pedone del bianco · f3 pedone del nero · h3 pedone del bianco · e2 pedone del nero · g2 pedone del bianco · b1 re del bianco · e1 donna del bianco | b8 alfiere del bianco · g8 alfiere del bianco · d6 cavallo del bianco · f6 pedone del nero · g6 pedone del nero · e5 re del nero · b4 pedone del nero · h4 pedone del bianco · f3 pedone del nero · h3 pedone del bianco · e2 pedone del nero · g2 pedone del bianco · b1 re del bianco · e1 donna del bianco | b8 alfiere del bianco · g8 alfiere del bianco · d6 cavallo del bianco · f6 pedone del nero · g6 pedone del nero · e5 re del nero · b4 pedone del nero · h4 pedone del bianco · f3 pedone del nero · h3 pedone del bianco · e2 pedone del nero · g2 pedone del bianco · b1 re del bianco · e1 donna del bianco | b8 alfiere del bianco · g8 alfiere del bianco · d6 cavallo del bianco · f6 pedone del nero · g6 pedone del nero · e5 re del nero · b4 pedone del nero · h4 pedone del bianco · f3 pedone del nero · h3 pedone del bianco · e2 pedone del nero · g2 pedone del bianco · b1 re del bianco · e1 donna del bianco | b8 alfiere del bianco · g8 alfiere del bianco · d6 cavallo del bianco · f6 pedone del nero · g6 pedone del nero · e5 re del nero · b4 pedone del nero · h4 pedone del bianco · f3 pedone del nero · h3 pedone del bianco · e2 pedone del nero · g2 pedone del bianco · b1 re del bianco · e1 donna del bianco | b8 alfiere del bianco · g8 alfiere del bianco · d6 cavallo del bianco · f6 pedone del nero · g6 pedone del nero · e5 re del nero · b4 pedone del nero · h4 pedone del bianco · f3 pedone del nero · h3 pedone del bianco · e2 pedone del nero · g2 pedone del bianco · b1 re del bianco · e1 donna del bianco | b8 alfiere del bianco · g8 alfiere del bianco · d6 cavallo del bianco · f6 pedone del nero · g6 pedone del nero · e5 re del nero · b4 pedone del nero · h4 pedone del bianco · f3 pedone del nero · h3 pedone del bianco · e2 pedone del nero · g2 pedone del bianco · b1 re del bianco · e1 donna del bianco | 5 |
| 4 | b8 alfiere del bianco · g8 alfiere del bianco · d6 cavallo del bianco · f6 pedone del nero · g6 pedone del nero · e5 re del nero · b4 pedone del nero · h4 pedone del bianco · f3 pedone del nero · h3 pedone del bianco · e2 pedone del nero · g2 pedone del bianco · b1 re del bianco · e1 donna del bianco | b8 alfiere del bianco · g8 alfiere del bianco · d6 cavallo del bianco · f6 pedone del nero · g6 pedone del nero · e5 re del nero · b4 pedone del nero · h4 pedone del bianco · f3 pedone del nero · h3 pedone del bianco · e2 pedone del nero · g2 pedone del bianco · b1 re del bianco · e1 donna del bianco | b8 alfiere del bianco · g8 alfiere del bianco · d6 cavallo del bianco · f6 pedone del nero · g6 pedone del nero · e5 re del nero · b4 pedone del nero · h4 pedone del bianco · f3 pedone del nero · h3 pedone del bianco · e2 pedone del nero · g2 pedone del bianco · b1 re del bianco · e1 donna del bianco | b8 alfiere del bianco · g8 alfiere del bianco · d6 cavallo del bianco · f6 pedone del nero · g6 pedone del nero · e5 re del nero · b4 pedone del nero · h4 pedone del bianco · f3 pedone del nero · h3 pedone del bianco · e2 pedone del nero · g2 pedone del bianco · b1 re del bianco · e1 donna del bianco | b8 alfiere del bianco · g8 alfiere del bianco · d6 cavallo del bianco · f6 pedone del nero · g6 pedone del nero · e5 re del nero · b4 pedone del nero · h4 pedone del bianco · f3 pedone del nero · h3 pedone del bianco · e2 pedone del nero · g2 pedone del bianco · b1 re del bianco · e1 donna del bianco | b8 alfiere del bianco · g8 alfiere del bianco · d6 cavallo del bianco · f6 pedone del nero · g6 pedone del nero · e5 re del nero · b4 pedone del nero · h4 pedone del bianco · f3 pedone del nero · h3 pedone del bianco · e2 pedone del nero · g2 pedone del bianco · b1 re del bianco · e1 donna del bianco | b8 alfiere del bianco · g8 alfiere del bianco · d6 cavallo del bianco · f6 pedone del nero · g6 pedone del nero · e5 re del nero · b4 pedone del nero · h4 pedone del bianco · f3 pedone del nero · h3 pedone del bianco · e2 pedone del nero · g2 pedone del bianco · b1 re del bianco · e1 donna del bianco | b8 alfiere del bianco · g8 alfiere del bianco · d6 cavallo del bianco · f6 pedone del nero · g6 pedone del nero · e5 re del nero · b4 pedone del nero · h4 pedone del bianco · f3 pedone del nero · h3 pedone del bianco · e2 pedone del nero · g2 pedone del bianco · b1 re del bianco · e1 donna del bianco | 4 |
| 3 | b8 alfiere del bianco · g8 alfiere del bianco · d6 cavallo del bianco · f6 pedone del nero · g6 pedone del nero · e5 re del nero · b4 pedone del nero · h4 pedone del bianco · f3 pedone del nero · h3 pedone del bianco · e2 pedone del nero · g2 pedone del bianco · b1 re del bianco · e1 donna del bianco | b8 alfiere del bianco · g8 alfiere del bianco · d6 cavallo del bianco · f6 pedone del nero · g6 pedone del nero · e5 re del nero · b4 pedone del nero · h4 pedone del bianco · f3 pedone del nero · h3 pedone del bianco · e2 pedone del nero · g2 pedone del bianco · b1 re del bianco · e1 donna del bianco | b8 alfiere del bianco · g8 alfiere del bianco · d6 cavallo del bianco · f6 pedone del nero · g6 pedone del nero · e5 re del nero · b4 pedone del nero · h4 pedone del bianco · f3 pedone del nero · h3 pedone del bianco · e2 pedone del nero · g2 pedone del bianco · b1 re del bianco · e1 donna del bianco | b8 alfiere del bianco · g8 alfiere del bianco · d6 cavallo del bianco · f6 pedone del nero · g6 pedone del nero · e5 re del nero · b4 pedone del nero · h4 pedone del bianco · f3 pedone del nero · h3 pedone del bianco · e2 pedone del nero · g2 pedone del bianco · b1 re del bianco · e1 donna del bianco | b8 alfiere del bianco · g8 alfiere del bianco · d6 cavallo del bianco · f6 pedone del nero · g6 pedone del nero · e5 re del nero · b4 pedone del nero · h4 pedone del bianco · f3 pedone del nero · h3 pedone del bianco · e2 pedone del nero · g2 pedone del bianco · b1 re del bianco · e1 donna del bianco | b8 alfiere del bianco · g8 alfiere del bianco · d6 cavallo del bianco · f6 pedone del nero · g6 pedone del nero · e5 re del nero · b4 pedone del nero · h4 pedone del bianco · f3 pedone del nero · h3 pedone del bianco · e2 pedone del nero · g2 pedone del bianco · b1 re del bianco · e1 donna del bianco | b8 alfiere del bianco · g8 alfiere del bianco · d6 cavallo del bianco · f6 pedone del nero · g6 pedone del nero · e5 re del nero · b4 pedone del nero · h4 pedone del bianco · f3 pedone del nero · h3 pedone del bianco · e2 pedone del nero · g2 pedone del bianco · b1 re del bianco · e1 donna del bianco | b8 alfiere del bianco · g8 alfiere del bianco · d6 cavallo del bianco · f6 pedone del nero · g6 pedone del nero · e5 re del nero · b4 pedone del nero · h4 pedone del bianco · f3 pedone del nero · h3 pedone del bianco · e2 pedone del nero · g2 pedone del bianco · b1 re del bianco · e1 donna del bianco | 3 |
| 2 | b8 alfiere del bianco · g8 alfiere del bianco · d6 cavallo del bianco · f6 pedone del nero · g6 pedone del nero · e5 re del nero · b4 pedone del nero · h4 pedone del bianco · f3 pedone del nero · h3 pedone del bianco · e2 pedone del nero · g2 pedone del bianco · b1 re del bianco · e1 donna del bianco | b8 alfiere del bianco · g8 alfiere del bianco · d6 cavallo del bianco · f6 pedone del nero · g6 pedone del nero · e5 re del nero · b4 pedone del nero · h4 pedone del bianco · f3 pedone del nero · h3 pedone del bianco · e2 pedone del nero · g2 pedone del bianco · b1 re del bianco · e1 donna del bianco | b8 alfiere del bianco · g8 alfiere del bianco · d6 cavallo del bianco · f6 pedone del nero · g6 pedone del nero · e5 re del nero · b4 pedone del nero · h4 pedone del bianco · f3 pedone del nero · h3 pedone del bianco · e2 pedone del nero · g2 pedone del bianco · b1 re del bianco · e1 donna del bianco | b8 alfiere del bianco · g8 alfiere del bianco · d6 cavallo del bianco · f6 pedone del nero · g6 pedone del nero · e5 re del nero · b4 pedone del nero · h4 pedone del bianco · f3 pedone del nero · h3 pedone del bianco · e2 pedone del nero · g2 pedone del bianco · b1 re del bianco · e1 donna del bianco | b8 alfiere del bianco · g8 alfiere del bianco · d6 cavallo del bianco · f6 pedone del nero · g6 pedone del nero · e5 re del nero · b4 pedone del nero · h4 pedone del bianco · f3 pedone del nero · h3 pedone del bianco · e2 pedone del nero · g2 pedone del bianco · b1 re del bianco · e1 donna del bianco | b8 alfiere del bianco · g8 alfiere del bianco · d6 cavallo del bianco · f6 pedone del nero · g6 pedone del nero · e5 re del nero · b4 pedone del nero · h4 pedone del bianco · f3 pedone del nero · h3 pedone del bianco · e2 pedone del nero · g2 pedone del bianco · b1 re del bianco · e1 donna del bianco | b8 alfiere del bianco · g8 alfiere del bianco · d6 cavallo del bianco · f6 pedone del nero · g6 pedone del nero · e5 re del nero · b4 pedone del nero · h4 pedone del bianco · f3 pedone del nero · h3 pedone del bianco · e2 pedone del nero · g2 pedone del bianco · b1 re del bianco · e1 donna del bianco | b8 alfiere del bianco · g8 alfiere del bianco · d6 cavallo del bianco · f6 pedone del nero · g6 pedone del nero · e5 re del nero · b4 pedone del nero · h4 pedone del bianco · f3 pedone del nero · h3 pedone del bianco · e2 pedone del nero · g2 pedone del bianco · b1 re del bianco · e1 donna del bianco | 2 |
| 1 | b8 alfiere del bianco · g8 alfiere del bianco · d6 cavallo del bianco · f6 pedone del nero · g6 pedone del nero · e5 re del nero · b4 pedone del nero · h4 pedone del bianco · f3 pedone del nero · h3 pedone del bianco · e2 pedone del nero · g2 pedone del bianco · b1 re del bianco · e1 donna del bianco | b8 alfiere del bianco · g8 alfiere del bianco · d6 cavallo del bianco · f6 pedone del nero · g6 pedone del nero · e5 re del nero · b4 pedone del nero · h4 pedone del bianco · f3 pedone del nero · h3 pedone del bianco · e2 pedone del nero · g2 pedone del bianco · b1 re del bianco · e1 donna del bianco | b8 alfiere del bianco · g8 alfiere del bianco · d6 cavallo del bianco · f6 pedone del nero · g6 pedone del nero · e5 re del nero · b4 pedone del nero · h4 pedone del bianco · f3 pedone del nero · h3 pedone del bianco · e2 pedone del nero · g2 pedone del bianco · b1 re del bianco · e1 donna del bianco | b8 alfiere del bianco · g8 alfiere del bianco · d6 cavallo del bianco · f6 pedone del nero · g6 pedone del nero · e5 re del nero · b4 pedone del nero · h4 pedone del bianco · f3 pedone del nero · h3 pedone del bianco · e2 pedone del nero · g2 pedone del bianco · b1 re del bianco · e1 donna del bianco | b8 alfiere del bianco · g8 alfiere del bianco · d6 cavallo del bianco · f6 pedone del nero · g6 pedone del nero · e5 re del nero · b4 pedone del nero · h4 pedone del bianco · f3 pedone del nero · h3 pedone del bianco · e2 pedone del nero · g2 pedone del bianco · b1 re del bianco · e1 donna del bianco | b8 alfiere del bianco · g8 alfiere del bianco · d6 cavallo del bianco · f6 pedone del nero · g6 pedone del nero · e5 re del nero · b4 pedone del nero · h4 pedone del bianco · f3 pedone del nero · h3 pedone del bianco · e2 pedone del nero · g2 pedone del bianco · b1 re del bianco · e1 donna del bianco | b8 alfiere del bianco · g8 alfiere del bianco · d6 cavallo del bianco · f6 pedone del nero · g6 pedone del nero · e5 re del nero · b4 pedone del nero · h4 pedone del bianco · f3 pedone del nero · h3 pedone del bianco · e2 pedone del nero · g2 pedone del bianco · b1 re del bianco · e1 donna del bianco | b8 alfiere del bianco · g8 alfiere del bianco · d6 cavallo del bianco · f6 pedone del nero · g6 pedone del nero · e5 re del nero · b4 pedone del nero · h4 pedone del bianco · f3 pedone del nero · h3 pedone del bianco · e2 pedone del nero · g2 pedone del bianco · b1 re del bianco · e1 donna del bianco | 1 |
|   | a | b | c | d | e | f | g | h |   |

Soluzione:
1. Rb2 !  (min. 2. Cf5+ Re4/Rxf5 3. Db1#)
1... fxg2 2. Dg3+ Rd4 3. Ca7# 
1... Rd4 2. Ca7+ Rd3 3. Ac4# 
|   | a | b | c | d | e | f | g | h |   |
| 8 | d8 cavallo del nero · e8 alfiere del nero · f8 alfiere del nero · a7 donna del bianco · c7 pedone del nero · d7 torre del nero · f7 pedone del nero · g7 pedone del nero · a6 alfiere del bianco · a5 pedone del nero · c5 pedone del bianco · d5 pedone del bianco · h5 pedone del nero · a4 re del bianco · c4 cavallo del bianco · d4 re del nero · h4 torre del nero · b3 torre del bianco · c3 cavallo del bianco · e3 torre del bianco · f3 pedone del bianco · g3 pedone del bianco · a1 alfiere del bianco | d8 cavallo del nero · e8 alfiere del nero · f8 alfiere del nero · a7 donna del bianco · c7 pedone del nero · d7 torre del nero · f7 pedone del nero · g7 pedone del nero · a6 alfiere del bianco · a5 pedone del nero · c5 pedone del bianco · d5 pedone del bianco · h5 pedone del nero · a4 re del bianco · c4 cavallo del bianco · d4 re del nero · h4 torre del nero · b3 torre del bianco · c3 cavallo del bianco · e3 torre del bianco · f3 pedone del bianco · g3 pedone del bianco · a1 alfiere del bianco | d8 cavallo del nero · e8 alfiere del nero · f8 alfiere del nero · a7 donna del bianco · c7 pedone del nero · d7 torre del nero · f7 pedone del nero · g7 pedone del nero · a6 alfiere del bianco · a5 pedone del nero · c5 pedone del bianco · d5 pedone del bianco · h5 pedone del nero · a4 re del bianco · c4 cavallo del bianco · d4 re del nero · h4 torre del nero · b3 torre del bianco · c3 cavallo del bianco · e3 torre del bianco · f3 pedone del bianco · g3 pedone del bianco · a1 alfiere del bianco | d8 cavallo del nero · e8 alfiere del nero · f8 alfiere del nero · a7 donna del bianco · c7 pedone del nero · d7 torre del nero · f7 pedone del nero · g7 pedone del nero · a6 alfiere del bianco · a5 pedone del nero · c5 pedone del bianco · d5 pedone del bianco · h5 pedone del nero · a4 re del bianco · c4 cavallo del bianco · d4 re del nero · h4 torre del nero · b3 torre del bianco · c3 cavallo del bianco · e3 torre del bianco · f3 pedone del bianco · g3 pedone del bianco · a1 alfiere del bianco | d8 cavallo del nero · e8 alfiere del nero · f8 alfiere del nero · a7 donna del bianco · c7 pedone del nero · d7 torre del nero · f7 pedone del nero · g7 pedone del nero · a6 alfiere del bianco · a5 pedone del nero · c5 pedone del bianco · d5 pedone del bianco · h5 pedone del nero · a4 re del bianco · c4 cavallo del bianco · d4 re del nero · h4 torre del nero · b3 torre del bianco · c3 cavallo del bianco · e3 torre del bianco · f3 pedone del bianco · g3 pedone del bianco · a1 alfiere del bianco | d8 cavallo del nero · e8 alfiere del nero · f8 alfiere del nero · a7 donna del bianco · c7 pedone del nero · d7 torre del nero · f7 pedone del nero · g7 pedone del nero · a6 alfiere del bianco · a5 pedone del nero · c5 pedone del bianco · d5 pedone del bianco · h5 pedone del nero · a4 re del bianco · c4 cavallo del bianco · d4 re del nero · h4 torre del nero · b3 torre del bianco · c3 cavallo del bianco · e3 torre del bianco · f3 pedone del bianco · g3 pedone del bianco · a1 alfiere del bianco | d8 cavallo del nero · e8 alfiere del nero · f8 alfiere del nero · a7 donna del bianco · c7 pedone del nero · d7 torre del nero · f7 pedone del nero · g7 pedone del nero · a6 alfiere del bianco · a5 pedone del nero · c5 pedone del bianco · d5 pedone del bianco · h5 pedone del nero · a4 re del bianco · c4 cavallo del bianco · d4 re del nero · h4 torre del nero · b3 torre del bianco · c3 cavallo del bianco · e3 torre del bianco · f3 pedone del bianco · g3 pedone del bianco · a1 alfiere del bianco | d8 cavallo del nero · e8 alfiere del nero · f8 alfiere del nero · a7 donna del bianco · c7 pedone del nero · d7 torre del nero · f7 pedone del nero · g7 pedone del nero · a6 alfiere del bianco · a5 pedone del nero · c5 pedone del bianco · d5 pedone del bianco · h5 pedone del nero · a4 re del bianco · c4 cavallo del bianco · d4 re del nero · h4 torre del nero · b3 torre del bianco · c3 cavallo del bianco · e3 torre del bianco · f3 pedone del bianco · g3 pedone del bianco · a1 alfiere del bianco | 8 |
| 7 | d8 cavallo del nero · e8 alfiere del nero · f8 alfiere del nero · a7 donna del bianco · c7 pedone del nero · d7 torre del nero · f7 pedone del nero · g7 pedone del nero · a6 alfiere del bianco · a5 pedone del nero · c5 pedone del bianco · d5 pedone del bianco · h5 pedone del nero · a4 re del bianco · c4 cavallo del bianco · d4 re del nero · h4 torre del nero · b3 torre del bianco · c3 cavallo del bianco · e3 torre del bianco · f3 pedone del bianco · g3 pedone del bianco · a1 alfiere del bianco | d8 cavallo del nero · e8 alfiere del nero · f8 alfiere del nero · a7 donna del bianco · c7 pedone del nero · d7 torre del nero · f7 pedone del nero · g7 pedone del nero · a6 alfiere del bianco · a5 pedone del nero · c5 pedone del bianco · d5 pedone del bianco · h5 pedone del nero · a4 re del bianco · c4 cavallo del bianco · d4 re del nero · h4 torre del nero · b3 torre del bianco · c3 cavallo del bianco · e3 torre del bianco · f3 pedone del bianco · g3 pedone del bianco · a1 alfiere del bianco | d8 cavallo del nero · e8 alfiere del nero · f8 alfiere del nero · a7 donna del bianco · c7 pedone del nero · d7 torre del nero · f7 pedone del nero · g7 pedone del nero · a6 alfiere del bianco · a5 pedone del nero · c5 pedone del bianco · d5 pedone del bianco · h5 pedone del nero · a4 re del bianco · c4 cavallo del bianco · d4 re del nero · h4 torre del nero · b3 torre del bianco · c3 cavallo del bianco · e3 torre del bianco · f3 pedone del bianco · g3 pedone del bianco · a1 alfiere del bianco | d8 cavallo del nero · e8 alfiere del nero · f8 alfiere del nero · a7 donna del bianco · c7 pedone del nero · d7 torre del nero · f7 pedone del nero · g7 pedone del nero · a6 alfiere del bianco · a5 pedone del nero · c5 pedone del bianco · d5 pedone del bianco · h5 pedone del nero · a4 re del bianco · c4 cavallo del bianco · d4 re del nero · h4 torre del nero · b3 torre del bianco · c3 cavallo del bianco · e3 torre del bianco · f3 pedone del bianco · g3 pedone del bianco · a1 alfiere del bianco | d8 cavallo del nero · e8 alfiere del nero · f8 alfiere del nero · a7 donna del bianco · c7 pedone del nero · d7 torre del nero · f7 pedone del nero · g7 pedone del nero · a6 alfiere del bianco · a5 pedone del nero · c5 pedone del bianco · d5 pedone del bianco · h5 pedone del nero · a4 re del bianco · c4 cavallo del bianco · d4 re del nero · h4 torre del nero · b3 torre del bianco · c3 cavallo del bianco · e3 torre del bianco · f3 pedone del bianco · g3 pedone del bianco · a1 alfiere del bianco | d8 cavallo del nero · e8 alfiere del nero · f8 alfiere del nero · a7 donna del bianco · c7 pedone del nero · d7 torre del nero · f7 pedone del nero · g7 pedone del nero · a6 alfiere del bianco · a5 pedone del nero · c5 pedone del bianco · d5 pedone del bianco · h5 pedone del nero · a4 re del bianco · c4 cavallo del bianco · d4 re del nero · h4 torre del nero · b3 torre del bianco · c3 cavallo del bianco · e3 torre del bianco · f3 pedone del bianco · g3 pedone del bianco · a1 alfiere del bianco | d8 cavallo del nero · e8 alfiere del nero · f8 alfiere del nero · a7 donna del bianco · c7 pedone del nero · d7 torre del nero · f7 pedone del nero · g7 pedone del nero · a6 alfiere del bianco · a5 pedone del nero · c5 pedone del bianco · d5 pedone del bianco · h5 pedone del nero · a4 re del bianco · c4 cavallo del bianco · d4 re del nero · h4 torre del nero · b3 torre del bianco · c3 cavallo del bianco · e3 torre del bianco · f3 pedone del bianco · g3 pedone del bianco · a1 alfiere del bianco | d8 cavallo del nero · e8 alfiere del nero · f8 alfiere del nero · a7 donna del bianco · c7 pedone del nero · d7 torre del nero · f7 pedone del nero · g7 pedone del nero · a6 alfiere del bianco · a5 pedone del nero · c5 pedone del bianco · d5 pedone del bianco · h5 pedone del nero · a4 re del bianco · c4 cavallo del bianco · d4 re del nero · h4 torre del nero · b3 torre del bianco · c3 cavallo del bianco · e3 torre del bianco · f3 pedone del bianco · g3 pedone del bianco · a1 alfiere del bianco | 7 |
| 6 | d8 cavallo del nero · e8 alfiere del nero · f8 alfiere del nero · a7 donna del bianco · c7 pedone del nero · d7 torre del nero · f7 pedone del nero · g7 pedone del nero · a6 alfiere del bianco · a5 pedone del nero · c5 pedone del bianco · d5 pedone del bianco · h5 pedone del nero · a4 re del bianco · c4 cavallo del bianco · d4 re del nero · h4 torre del nero · b3 torre del bianco · c3 cavallo del bianco · e3 torre del bianco · f3 pedone del bianco · g3 pedone del bianco · a1 alfiere del bianco | d8 cavallo del nero · e8 alfiere del nero · f8 alfiere del nero · a7 donna del bianco · c7 pedone del nero · d7 torre del nero · f7 pedone del nero · g7 pedone del nero · a6 alfiere del bianco · a5 pedone del nero · c5 pedone del bianco · d5 pedone del bianco · h5 pedone del nero · a4 re del bianco · c4 cavallo del bianco · d4 re del nero · h4 torre del nero · b3 torre del bianco · c3 cavallo del bianco · e3 torre del bianco · f3 pedone del bianco · g3 pedone del bianco · a1 alfiere del bianco | d8 cavallo del nero · e8 alfiere del nero · f8 alfiere del nero · a7 donna del bianco · c7 pedone del nero · d7 torre del nero · f7 pedone del nero · g7 pedone del nero · a6 alfiere del bianco · a5 pedone del nero · c5 pedone del bianco · d5 pedone del bianco · h5 pedone del nero · a4 re del bianco · c4 cavallo del bianco · d4 re del nero · h4 torre del nero · b3 torre del bianco · c3 cavallo del bianco · e3 torre del bianco · f3 pedone del bianco · g3 pedone del bianco · a1 alfiere del bianco | d8 cavallo del nero · e8 alfiere del nero · f8 alfiere del nero · a7 donna del bianco · c7 pedone del nero · d7 torre del nero · f7 pedone del nero · g7 pedone del nero · a6 alfiere del bianco · a5 pedone del nero · c5 pedone del bianco · d5 pedone del bianco · h5 pedone del nero · a4 re del bianco · c4 cavallo del bianco · d4 re del nero · h4 torre del nero · b3 torre del bianco · c3 cavallo del bianco · e3 torre del bianco · f3 pedone del bianco · g3 pedone del bianco · a1 alfiere del bianco | d8 cavallo del nero · e8 alfiere del nero · f8 alfiere del nero · a7 donna del bianco · c7 pedone del nero · d7 torre del nero · f7 pedone del nero · g7 pedone del nero · a6 alfiere del bianco · a5 pedone del nero · c5 pedone del bianco · d5 pedone del bianco · h5 pedone del nero · a4 re del bianco · c4 cavallo del bianco · d4 re del nero · h4 torre del nero · b3 torre del bianco · c3 cavallo del bianco · e3 torre del bianco · f3 pedone del bianco · g3 pedone del bianco · a1 alfiere del bianco | d8 cavallo del nero · e8 alfiere del nero · f8 alfiere del nero · a7 donna del bianco · c7 pedone del nero · d7 torre del nero · f7 pedone del nero · g7 pedone del nero · a6 alfiere del bianco · a5 pedone del nero · c5 pedone del bianco · d5 pedone del bianco · h5 pedone del nero · a4 re del bianco · c4 cavallo del bianco · d4 re del nero · h4 torre del nero · b3 torre del bianco · c3 cavallo del bianco · e3 torre del bianco · f3 pedone del bianco · g3 pedone del bianco · a1 alfiere del bianco | d8 cavallo del nero · e8 alfiere del nero · f8 alfiere del nero · a7 donna del bianco · c7 pedone del nero · d7 torre del nero · f7 pedone del nero · g7 pedone del nero · a6 alfiere del bianco · a5 pedone del nero · c5 pedone del bianco · d5 pedone del bianco · h5 pedone del nero · a4 re del bianco · c4 cavallo del bianco · d4 re del nero · h4 torre del nero · b3 torre del bianco · c3 cavallo del bianco · e3 torre del bianco · f3 pedone del bianco · g3 pedone del bianco · a1 alfiere del bianco | d8 cavallo del nero · e8 alfiere del nero · f8 alfiere del nero · a7 donna del bianco · c7 pedone del nero · d7 torre del nero · f7 pedone del nero · g7 pedone del nero · a6 alfiere del bianco · a5 pedone del nero · c5 pedone del bianco · d5 pedone del bianco · h5 pedone del nero · a4 re del bianco · c4 cavallo del bianco · d4 re del nero · h4 torre del nero · b3 torre del bianco · c3 cavallo del bianco · e3 torre del bianco · f3 pedone del bianco · g3 pedone del bianco · a1 alfiere del bianco | 6 |
| 5 | d8 cavallo del nero · e8 alfiere del nero · f8 alfiere del nero · a7 donna del bianco · c7 pedone del nero · d7 torre del nero · f7 pedone del nero · g7 pedone del nero · a6 alfiere del bianco · a5 pedone del nero · c5 pedone del bianco · d5 pedone del bianco · h5 pedone del nero · a4 re del bianco · c4 cavallo del bianco · d4 re del nero · h4 torre del nero · b3 torre del bianco · c3 cavallo del bianco · e3 torre del bianco · f3 pedone del bianco · g3 pedone del bianco · a1 alfiere del bianco | d8 cavallo del nero · e8 alfiere del nero · f8 alfiere del nero · a7 donna del bianco · c7 pedone del nero · d7 torre del nero · f7 pedone del nero · g7 pedone del nero · a6 alfiere del bianco · a5 pedone del nero · c5 pedone del bianco · d5 pedone del bianco · h5 pedone del nero · a4 re del bianco · c4 cavallo del bianco · d4 re del nero · h4 torre del nero · b3 torre del bianco · c3 cavallo del bianco · e3 torre del bianco · f3 pedone del bianco · g3 pedone del bianco · a1 alfiere del bianco | d8 cavallo del nero · e8 alfiere del nero · f8 alfiere del nero · a7 donna del bianco · c7 pedone del nero · d7 torre del nero · f7 pedone del nero · g7 pedone del nero · a6 alfiere del bianco · a5 pedone del nero · c5 pedone del bianco · d5 pedone del bianco · h5 pedone del nero · a4 re del bianco · c4 cavallo del bianco · d4 re del nero · h4 torre del nero · b3 torre del bianco · c3 cavallo del bianco · e3 torre del bianco · f3 pedone del bianco · g3 pedone del bianco · a1 alfiere del bianco | d8 cavallo del nero · e8 alfiere del nero · f8 alfiere del nero · a7 donna del bianco · c7 pedone del nero · d7 torre del nero · f7 pedone del nero · g7 pedone del nero · a6 alfiere del bianco · a5 pedone del nero · c5 pedone del bianco · d5 pedone del bianco · h5 pedone del nero · a4 re del bianco · c4 cavallo del bianco · d4 re del nero · h4 torre del nero · b3 torre del bianco · c3 cavallo del bianco · e3 torre del bianco · f3 pedone del bianco · g3 pedone del bianco · a1 alfiere del bianco | d8 cavallo del nero · e8 alfiere del nero · f8 alfiere del nero · a7 donna del bianco · c7 pedone del nero · d7 torre del nero · f7 pedone del nero · g7 pedone del nero · a6 alfiere del bianco · a5 pedone del nero · c5 pedone del bianco · d5 pedone del bianco · h5 pedone del nero · a4 re del bianco · c4 cavallo del bianco · d4 re del nero · h4 torre del nero · b3 torre del bianco · c3 cavallo del bianco · e3 torre del bianco · f3 pedone del bianco · g3 pedone del bianco · a1 alfiere del bianco | d8 cavallo del nero · e8 alfiere del nero · f8 alfiere del nero · a7 donna del bianco · c7 pedone del nero · d7 torre del nero · f7 pedone del nero · g7 pedone del nero · a6 alfiere del bianco · a5 pedone del nero · c5 pedone del bianco · d5 pedone del bianco · h5 pedone del nero · a4 re del bianco · c4 cavallo del bianco · d4 re del nero · h4 torre del nero · b3 torre del bianco · c3 cavallo del bianco · e3 torre del bianco · f3 pedone del bianco · g3 pedone del bianco · a1 alfiere del bianco | d8 cavallo del nero · e8 alfiere del nero · f8 alfiere del nero · a7 donna del bianco · c7 pedone del nero · d7 torre del nero · f7 pedone del nero · g7 pedone del nero · a6 alfiere del bianco · a5 pedone del nero · c5 pedone del bianco · d5 pedone del bianco · h5 pedone del nero · a4 re del bianco · c4 cavallo del bianco · d4 re del nero · h4 torre del nero · b3 torre del bianco · c3 cavallo del bianco · e3 torre del bianco · f3 pedone del bianco · g3 pedone del bianco · a1 alfiere del bianco | d8 cavallo del nero · e8 alfiere del nero · f8 alfiere del nero · a7 donna del bianco · c7 pedone del nero · d7 torre del nero · f7 pedone del nero · g7 pedone del nero · a6 alfiere del bianco · a5 pedone del nero · c5 pedone del bianco · d5 pedone del bianco · h5 pedone del nero · a4 re del bianco · c4 cavallo del bianco · d4 re del nero · h4 torre del nero · b3 torre del bianco · c3 cavallo del bianco · e3 torre del bianco · f3 pedone del bianco · g3 pedone del bianco · a1 alfiere del bianco | 5 |
| 4 | d8 cavallo del nero · e8 alfiere del nero · f8 alfiere del nero · a7 donna del bianco · c7 pedone del nero · d7 torre del nero · f7 pedone del nero · g7 pedone del nero · a6 alfiere del bianco · a5 pedone del nero · c5 pedone del bianco · d5 pedone del bianco · h5 pedone del nero · a4 re del bianco · c4 cavallo del bianco · d4 re del nero · h4 torre del nero · b3 torre del bianco · c3 cavallo del bianco · e3 torre del bianco · f3 pedone del bianco · g3 pedone del bianco · a1 alfiere del bianco | d8 cavallo del nero · e8 alfiere del nero · f8 alfiere del nero · a7 donna del bianco · c7 pedone del nero · d7 torre del nero · f7 pedone del nero · g7 pedone del nero · a6 alfiere del bianco · a5 pedone del nero · c5 pedone del bianco · d5 pedone del bianco · h5 pedone del nero · a4 re del bianco · c4 cavallo del bianco · d4 re del nero · h4 torre del nero · b3 torre del bianco · c3 cavallo del bianco · e3 torre del bianco · f3 pedone del bianco · g3 pedone del bianco · a1 alfiere del bianco | d8 cavallo del nero · e8 alfiere del nero · f8 alfiere del nero · a7 donna del bianco · c7 pedone del nero · d7 torre del nero · f7 pedone del nero · g7 pedone del nero · a6 alfiere del bianco · a5 pedone del nero · c5 pedone del bianco · d5 pedone del bianco · h5 pedone del nero · a4 re del bianco · c4 cavallo del bianco · d4 re del nero · h4 torre del nero · b3 torre del bianco · c3 cavallo del bianco · e3 torre del bianco · f3 pedone del bianco · g3 pedone del bianco · a1 alfiere del bianco | d8 cavallo del nero · e8 alfiere del nero · f8 alfiere del nero · a7 donna del bianco · c7 pedone del nero · d7 torre del nero · f7 pedone del nero · g7 pedone del nero · a6 alfiere del bianco · a5 pedone del nero · c5 pedone del bianco · d5 pedone del bianco · h5 pedone del nero · a4 re del bianco · c4 cavallo del bianco · d4 re del nero · h4 torre del nero · b3 torre del bianco · c3 cavallo del bianco · e3 torre del bianco · f3 pedone del bianco · g3 pedone del bianco · a1 alfiere del bianco | d8 cavallo del nero · e8 alfiere del nero · f8 alfiere del nero · a7 donna del bianco · c7 pedone del nero · d7 torre del nero · f7 pedone del nero · g7 pedone del nero · a6 alfiere del bianco · a5 pedone del nero · c5 pedone del bianco · d5 pedone del bianco · h5 pedone del nero · a4 re del bianco · c4 cavallo del bianco · d4 re del nero · h4 torre del nero · b3 torre del bianco · c3 cavallo del bianco · e3 torre del bianco · f3 pedone del bianco · g3 pedone del bianco · a1 alfiere del bianco | d8 cavallo del nero · e8 alfiere del nero · f8 alfiere del nero · a7 donna del bianco · c7 pedone del nero · d7 torre del nero · f7 pedone del nero · g7 pedone del nero · a6 alfiere del bianco · a5 pedone del nero · c5 pedone del bianco · d5 pedone del bianco · h5 pedone del nero · a4 re del bianco · c4 cavallo del bianco · d4 re del nero · h4 torre del nero · b3 torre del bianco · c3 cavallo del bianco · e3 torre del bianco · f3 pedone del bianco · g3 pedone del bianco · a1 alfiere del bianco | d8 cavallo del nero · e8 alfiere del nero · f8 alfiere del nero · a7 donna del bianco · c7 pedone del nero · d7 torre del nero · f7 pedone del nero · g7 pedone del nero · a6 alfiere del bianco · a5 pedone del nero · c5 pedone del bianco · d5 pedone del bianco · h5 pedone del nero · a4 re del bianco · c4 cavallo del bianco · d4 re del nero · h4 torre del nero · b3 torre del bianco · c3 cavallo del bianco · e3 torre del bianco · f3 pedone del bianco · g3 pedone del bianco · a1 alfiere del bianco | d8 cavallo del nero · e8 alfiere del nero · f8 alfiere del nero · a7 donna del bianco · c7 pedone del nero · d7 torre del nero · f7 pedone del nero · g7 pedone del nero · a6 alfiere del bianco · a5 pedone del nero · c5 pedone del bianco · d5 pedone del bianco · h5 pedone del nero · a4 re del bianco · c4 cavallo del bianco · d4 re del nero · h4 torre del nero · b3 torre del bianco · c3 cavallo del bianco · e3 torre del bianco · f3 pedone del bianco · g3 pedone del bianco · a1 alfiere del bianco | 4 |
| 3 | d8 cavallo del nero · e8 alfiere del nero · f8 alfiere del nero · a7 donna del bianco · c7 pedone del nero · d7 torre del nero · f7 pedone del nero · g7 pedone del nero · a6 alfiere del bianco · a5 pedone del nero · c5 pedone del bianco · d5 pedone del bianco · h5 pedone del nero · a4 re del bianco · c4 cavallo del bianco · d4 re del nero · h4 torre del nero · b3 torre del bianco · c3 cavallo del bianco · e3 torre del bianco · f3 pedone del bianco · g3 pedone del bianco · a1 alfiere del bianco | d8 cavallo del nero · e8 alfiere del nero · f8 alfiere del nero · a7 donna del bianco · c7 pedone del nero · d7 torre del nero · f7 pedone del nero · g7 pedone del nero · a6 alfiere del bianco · a5 pedone del nero · c5 pedone del bianco · d5 pedone del bianco · h5 pedone del nero · a4 re del bianco · c4 cavallo del bianco · d4 re del nero · h4 torre del nero · b3 torre del bianco · c3 cavallo del bianco · e3 torre del bianco · f3 pedone del bianco · g3 pedone del bianco · a1 alfiere del bianco | d8 cavallo del nero · e8 alfiere del nero · f8 alfiere del nero · a7 donna del bianco · c7 pedone del nero · d7 torre del nero · f7 pedone del nero · g7 pedone del nero · a6 alfiere del bianco · a5 pedone del nero · c5 pedone del bianco · d5 pedone del bianco · h5 pedone del nero · a4 re del bianco · c4 cavallo del bianco · d4 re del nero · h4 torre del nero · b3 torre del bianco · c3 cavallo del bianco · e3 torre del bianco · f3 pedone del bianco · g3 pedone del bianco · a1 alfiere del bianco | d8 cavallo del nero · e8 alfiere del nero · f8 alfiere del nero · a7 donna del bianco · c7 pedone del nero · d7 torre del nero · f7 pedone del nero · g7 pedone del nero · a6 alfiere del bianco · a5 pedone del nero · c5 pedone del bianco · d5 pedone del bianco · h5 pedone del nero · a4 re del bianco · c4 cavallo del bianco · d4 re del nero · h4 torre del nero · b3 torre del bianco · c3 cavallo del bianco · e3 torre del bianco · f3 pedone del bianco · g3 pedone del bianco · a1 alfiere del bianco | d8 cavallo del nero · e8 alfiere del nero · f8 alfiere del nero · a7 donna del bianco · c7 pedone del nero · d7 torre del nero · f7 pedone del nero · g7 pedone del nero · a6 alfiere del bianco · a5 pedone del nero · c5 pedone del bianco · d5 pedone del bianco · h5 pedone del nero · a4 re del bianco · c4 cavallo del bianco · d4 re del nero · h4 torre del nero · b3 torre del bianco · c3 cavallo del bianco · e3 torre del bianco · f3 pedone del bianco · g3 pedone del bianco · a1 alfiere del bianco | d8 cavallo del nero · e8 alfiere del nero · f8 alfiere del nero · a7 donna del bianco · c7 pedone del nero · d7 torre del nero · f7 pedone del nero · g7 pedone del nero · a6 alfiere del bianco · a5 pedone del nero · c5 pedone del bianco · d5 pedone del bianco · h5 pedone del nero · a4 re del bianco · c4 cavallo del bianco · d4 re del nero · h4 torre del nero · b3 torre del bianco · c3 cavallo del bianco · e3 torre del bianco · f3 pedone del bianco · g3 pedone del bianco · a1 alfiere del bianco | d8 cavallo del nero · e8 alfiere del nero · f8 alfiere del nero · a7 donna del bianco · c7 pedone del nero · d7 torre del nero · f7 pedone del nero · g7 pedone del nero · a6 alfiere del bianco · a5 pedone del nero · c5 pedone del bianco · d5 pedone del bianco · h5 pedone del nero · a4 re del bianco · c4 cavallo del bianco · d4 re del nero · h4 torre del nero · b3 torre del bianco · c3 cavallo del bianco · e3 torre del bianco · f3 pedone del bianco · g3 pedone del bianco · a1 alfiere del bianco | d8 cavallo del nero · e8 alfiere del nero · f8 alfiere del nero · a7 donna del bianco · c7 pedone del nero · d7 torre del nero · f7 pedone del nero · g7 pedone del nero · a6 alfiere del bianco · a5 pedone del nero · c5 pedone del bianco · d5 pedone del bianco · h5 pedone del nero · a4 re del bianco · c4 cavallo del bianco · d4 re del nero · h4 torre del nero · b3 torre del bianco · c3 cavallo del bianco · e3 torre del bianco · f3 pedone del bianco · g3 pedone del bianco · a1 alfiere del bianco | 3 |
| 2 | d8 cavallo del nero · e8 alfiere del nero · f8 alfiere del nero · a7 donna del bianco · c7 pedone del nero · d7 torre del nero · f7 pedone del nero · g7 pedone del nero · a6 alfiere del bianco · a5 pedone del nero · c5 pedone del bianco · d5 pedone del bianco · h5 pedone del nero · a4 re del bianco · c4 cavallo del bianco · d4 re del nero · h4 torre del nero · b3 torre del bianco · c3 cavallo del bianco · e3 torre del bianco · f3 pedone del bianco · g3 pedone del bianco · a1 alfiere del bianco | d8 cavallo del nero · e8 alfiere del nero · f8 alfiere del nero · a7 donna del bianco · c7 pedone del nero · d7 torre del nero · f7 pedone del nero · g7 pedone del nero · a6 alfiere del bianco · a5 pedone del nero · c5 pedone del bianco · d5 pedone del bianco · h5 pedone del nero · a4 re del bianco · c4 cavallo del bianco · d4 re del nero · h4 torre del nero · b3 torre del bianco · c3 cavallo del bianco · e3 torre del bianco · f3 pedone del bianco · g3 pedone del bianco · a1 alfiere del bianco | d8 cavallo del nero · e8 alfiere del nero · f8 alfiere del nero · a7 donna del bianco · c7 pedone del nero · d7 torre del nero · f7 pedone del nero · g7 pedone del nero · a6 alfiere del bianco · a5 pedone del nero · c5 pedone del bianco · d5 pedone del bianco · h5 pedone del nero · a4 re del bianco · c4 cavallo del bianco · d4 re del nero · h4 torre del nero · b3 torre del bianco · c3 cavallo del bianco · e3 torre del bianco · f3 pedone del bianco · g3 pedone del bianco · a1 alfiere del bianco | d8 cavallo del nero · e8 alfiere del nero · f8 alfiere del nero · a7 donna del bianco · c7 pedone del nero · d7 torre del nero · f7 pedone del nero · g7 pedone del nero · a6 alfiere del bianco · a5 pedone del nero · c5 pedone del bianco · d5 pedone del bianco · h5 pedone del nero · a4 re del bianco · c4 cavallo del bianco · d4 re del nero · h4 torre del nero · b3 torre del bianco · c3 cavallo del bianco · e3 torre del bianco · f3 pedone del bianco · g3 pedone del bianco · a1 alfiere del bianco | d8 cavallo del nero · e8 alfiere del nero · f8 alfiere del nero · a7 donna del bianco · c7 pedone del nero · d7 torre del nero · f7 pedone del nero · g7 pedone del nero · a6 alfiere del bianco · a5 pedone del nero · c5 pedone del bianco · d5 pedone del bianco · h5 pedone del nero · a4 re del bianco · c4 cavallo del bianco · d4 re del nero · h4 torre del nero · b3 torre del bianco · c3 cavallo del bianco · e3 torre del bianco · f3 pedone del bianco · g3 pedone del bianco · a1 alfiere del bianco | d8 cavallo del nero · e8 alfiere del nero · f8 alfiere del nero · a7 donna del bianco · c7 pedone del nero · d7 torre del nero · f7 pedone del nero · g7 pedone del nero · a6 alfiere del bianco · a5 pedone del nero · c5 pedone del bianco · d5 pedone del bianco · h5 pedone del nero · a4 re del bianco · c4 cavallo del bianco · d4 re del nero · h4 torre del nero · b3 torre del bianco · c3 cavallo del bianco · e3 torre del bianco · f3 pedone del bianco · g3 pedone del bianco · a1 alfiere del bianco | d8 cavallo del nero · e8 alfiere del nero · f8 alfiere del nero · a7 donna del bianco · c7 pedone del nero · d7 torre del nero · f7 pedone del nero · g7 pedone del nero · a6 alfiere del bianco · a5 pedone del nero · c5 pedone del bianco · d5 pedone del bianco · h5 pedone del nero · a4 re del bianco · c4 cavallo del bianco · d4 re del nero · h4 torre del nero · b3 torre del bianco · c3 cavallo del bianco · e3 torre del bianco · f3 pedone del bianco · g3 pedone del bianco · a1 alfiere del bianco | d8 cavallo del nero · e8 alfiere del nero · f8 alfiere del nero · a7 donna del bianco · c7 pedone del nero · d7 torre del nero · f7 pedone del nero · g7 pedone del nero · a6 alfiere del bianco · a5 pedone del nero · c5 pedone del bianco · d5 pedone del bianco · h5 pedone del nero · a4 re del bianco · c4 cavallo del bianco · d4 re del nero · h4 torre del nero · b3 torre del bianco · c3 cavallo del bianco · e3 torre del bianco · f3 pedone del bianco · g3 pedone del bianco · a1 alfiere del bianco | 2 |
| 1 | d8 cavallo del nero · e8 alfiere del nero · f8 alfiere del nero · a7 donna del bianco · c7 pedone del nero · d7 torre del nero · f7 pedone del nero · g7 pedone del nero · a6 alfiere del bianco · a5 pedone del nero · c5 pedone del bianco · d5 pedone del bianco · h5 pedone del nero · a4 re del bianco · c4 cavallo del bianco · d4 re del nero · h4 torre del nero · b3 torre del bianco · c3 cavallo del bianco · e3 torre del bianco · f3 pedone del bianco · g3 pedone del bianco · a1 alfiere del bianco | d8 cavallo del nero · e8 alfiere del nero · f8 alfiere del nero · a7 donna del bianco · c7 pedone del nero · d7 torre del nero · f7 pedone del nero · g7 pedone del nero · a6 alfiere del bianco · a5 pedone del nero · c5 pedone del bianco · d5 pedone del bianco · h5 pedone del nero · a4 re del bianco · c4 cavallo del bianco · d4 re del nero · h4 torre del nero · b3 torre del bianco · c3 cavallo del bianco · e3 torre del bianco · f3 pedone del bianco · g3 pedone del bianco · a1 alfiere del bianco | d8 cavallo del nero · e8 alfiere del nero · f8 alfiere del nero · a7 donna del bianco · c7 pedone del nero · d7 torre del nero · f7 pedone del nero · g7 pedone del nero · a6 alfiere del bianco · a5 pedone del nero · c5 pedone del bianco · d5 pedone del bianco · h5 pedone del nero · a4 re del bianco · c4 cavallo del bianco · d4 re del nero · h4 torre del nero · b3 torre del bianco · c3 cavallo del bianco · e3 torre del bianco · f3 pedone del bianco · g3 pedone del bianco · a1 alfiere del bianco | d8 cavallo del nero · e8 alfiere del nero · f8 alfiere del nero · a7 donna del bianco · c7 pedone del nero · d7 torre del nero · f7 pedone del nero · g7 pedone del nero · a6 alfiere del bianco · a5 pedone del nero · c5 pedone del bianco · d5 pedone del bianco · h5 pedone del nero · a4 re del bianco · c4 cavallo del bianco · d4 re del nero · h4 torre del nero · b3 torre del bianco · c3 cavallo del bianco · e3 torre del bianco · f3 pedone del bianco · g3 pedone del bianco · a1 alfiere del bianco | d8 cavallo del nero · e8 alfiere del nero · f8 alfiere del nero · a7 donna del bianco · c7 pedone del nero · d7 torre del nero · f7 pedone del nero · g7 pedone del nero · a6 alfiere del bianco · a5 pedone del nero · c5 pedone del bianco · d5 pedone del bianco · h5 pedone del nero · a4 re del bianco · c4 cavallo del bianco · d4 re del nero · h4 torre del nero · b3 torre del bianco · c3 cavallo del bianco · e3 torre del bianco · f3 pedone del bianco · g3 pedone del bianco · a1 alfiere del bianco | d8 cavallo del nero · e8 alfiere del nero · f8 alfiere del nero · a7 donna del bianco · c7 pedone del nero · d7 torre del nero · f7 pedone del nero · g7 pedone del nero · a6 alfiere del bianco · a5 pedone del nero · c5 pedone del bianco · d5 pedone del bianco · h5 pedone del nero · a4 re del bianco · c4 cavallo del bianco · d4 re del nero · h4 torre del nero · b3 torre del bianco · c3 cavallo del bianco · e3 torre del bianco · f3 pedone del bianco · g3 pedone del bianco · a1 alfiere del bianco | d8 cavallo del nero · e8 alfiere del nero · f8 alfiere del nero · a7 donna del bianco · c7 pedone del nero · d7 torre del nero · f7 pedone del nero · g7 pedone del nero · a6 alfiere del bianco · a5 pedone del nero · c5 pedone del bianco · d5 pedone del bianco · h5 pedone del nero · a4 re del bianco · c4 cavallo del bianco · d4 re del nero · h4 torre del nero · b3 torre del bianco · c3 cavallo del bianco · e3 torre del bianco · f3 pedone del bianco · g3 pedone del bianco · a1 alfiere del bianco | d8 cavallo del nero · e8 alfiere del nero · f8 alfiere del nero · a7 donna del bianco · c7 pedone del nero · d7 torre del nero · f7 pedone del nero · g7 pedone del nero · a6 alfiere del bianco · a5 pedone del nero · c5 pedone del bianco · d5 pedone del bianco · h5 pedone del nero · a4 re del bianco · c4 cavallo del bianco · d4 re del nero · h4 torre del nero · b3 torre del bianco · c3 cavallo del bianco · e3 torre del bianco · f3 pedone del bianco · g3 pedone del bianco · a1 alfiere del bianco | 1 |
|   | a | b | c | d | e | f | g | h |   |

Soluzione:
1. Ca3!  (min. 2. Cc2#)
1... Rxe3+  2. Ce4#

1...Th2/e4  2. Te4#

1... Td6+/e7+  2. c6#